# Антоније Ковачевић (сликар)
Антоније Ковачевић (Београд, Кнежевина Србија, 12. фебруар 1848 — Београд, Краљевина Србија, 22. јул 1883) био је српски сликар и сценограф. 

## Биографија
Антоније Ковачевић је сликарство учио у Панчеву код Г. К. Галвица и у Београду код Доменика де Андрее. Усавршавао се у Бечу код К. Бриошија, сликара бечке Опере.
Ковачевић се школовао на Академији ликовних уметности у Минхену током 1870-их. Тамо се усавршавао на Школи декоративног сликарства и сликајући у атељеу А. Метенлајтера, сликара дворског позоришта. Од 1875. Ковачевић је радио као сликар и сценограф Народног позоришта у Београду.

## Уметничко дело

### Сликарство
На својим сликама Мртва природа и Ифигенија у Аулиди Ковачевић је показао вештине владања цртежом и бојама. Насликао је иконостасе у Књажевцу и Зајечару. Такође је сликао иконе са својим колегама Стевом Тодоровићем и Николом Марковићем.
Данас су Ковачевићеве мртве природе и иконе изложене у Народном музеју у Београду.

### Сценографија
Ковачевићевим радом почиње сликање позоришних декорација у Србији. Тежио је да у позоришно сликарство унесе национално обележје. Ковачевић је најпознатији по сценографијама за драме Ђуре Јакшића.
Антонију Ковачевићу се приписују заслуге за укључивање новог сценског умећа у српску драму. Његови дизајни су сценске елементе интегрисали у приповедање уместо да их чине одвојеним и равнодушним према радњи представе. Антонијев стил се називао реализмом, комбинацијом смеле употребе боја и драматичног осветљења. Он је аутор многих сценографија током златног доба Народног позоришта у Београду 1870-их.